# Kraken
Prema skandinavskim mornarskim pričama,  Kraken je morsko čudovište koje je u stanju potopiti svaki brod. Kraken se prvi put spominje u nordijskim legendama iz vremena Vikinga i tamo je opisivan kao zastrašujuće morsko čudovište od kojega su svi strepili. U 17-om i 18. stoljeću opisivan je kao križanac hobotnice i lignje divovskih razmjera. Mnogi su potvrdili da su vidjeli Krakena kako svojim divovskim pipcima potapa brod. Danas se Krakena više doživljava kao divovsku lignju.

## U popularnoj kulturi
Kraken (ili divovska lignja) se pojavljuje u mnogim romanima s pomorskom tematikom. Najslavniji od njih je 20.000 milja pod morem, a Kraken je inspirirao i hrvatskog ZF pisca Aleksandra Žiljka za priču "Ultramarin". 
Kraken se pojavljuje u filmu Pirati s Kariba: Mrtvačeva škrinja gdje potapa nekoliko brodova. Pojavljuje se i u nastavku tog filma, Pirati s Kariba: Na kraju svijeta, ali samo kao mrtvo truplo, ubijen po naredbi Lorda Cutlera Becketta iz Istočnoindijske trgovačke kompanije.

## Vanjske poveznice
- The Kraken  Arhivirana inačica izvorne stranice od 23. studenoga 2020. (Wayback Machine)
- The Kraken